# Мариани, Марчела
Марчела Мариани (итал. Marcella Mariani; 8 февраля 1936, Рим — 15 февраля 1955, Риети) — итальянская актриса.

## Биография и карьера
Она стала победительницей конкурса красоты «Мисс Италия» в 1953 году. После победы на конкурсе начала сниматься в кино. Первую роль сыграла в фильме «Мы — женщины» (1953).
Изучала актёрское мастерство в Centro Sperimentale di Cinematografia и актёрской школе в Риме.
Лучшая роль — проститутка Клара в экранизации рассказа писателя Камилло Бойто «Чувство» (1954). Позже последовало ещё несколько ролей. Последним её фильмом стала лента «Никогда не забуду» (прокат 1956).
Погибла в 19-летнем возрасте в авиакатастрофе на склонах Monte Terminillo в провинции Риети 8 февраля 1955 года.